# Бакі Барнс (Кіновсесвіт Marvel)
Джеймс Б'юкенан Барнс (англ. James Buchanan Barnes), більше відомий як Бакі Барнс (англ. Bucky Barnes) — персонаж медіафраншизи «Кіновсесвіт Marvel» (КВМ), заснований на однойменному персонажі Marvel Comics, широко відомий під прізвиськом «Зимовий солдат» (англ. Winter Soldier), а потім «Білий Вовк» (англ. White Wolf). Барнс є найкращим другом дитинства Стіва Роджерса, який служив разом з ним під час Другої світової війни, перш ніж організація «Гідра» захоплює його, впроваджує йому в голову програму «Зимовий солдат», стирає пам'ять і перетворює його на суперсолдата і вбивцю на прізвисько «Зимовий солдат». Зрештою його виліковують від закладеної в ньому програми «Гідри» у Ваканді. Пізніше він починає співпрацювати з Семом Вілсоном після відходу Роджерса на пенсію, підтримуючи його як нового Капітана Америки.
Роль Бакі Барнса в КВМ виконує американський актор Себастіан Стен. Вперше Барнс з'являється у фільмі «Перший месник» (2011) і надалі стає однією з другорядних фігур в КВМ, з'явившись у дев'яти фільмах, включаючи сцени після титрів у фільмах «Людина-мураха» (2015) і «Чорна пантера» (2018) і камео у фільмі «Капітан Америка: Чудесний новий світ» (2025), а також у телесеріалі «Сокіл та Зимовий солдат» (2021).
Альтернативні версії Барнса з мультивсесвіту з'являються в анімаційному серіалі «А що як...?» (2021), де їх озвучує Себастіан Стен.

## Історія створення
Коли Джо Саймон створив свій перший ескіз Капітана Америки для попередника Marvel Comics, Timely Comics, в 1940 році, він включив в нього молодого помічника: «Хлопця-компаньйона звали просто Бакі, на честь мого друга Бакі Пірсона, зірки нашої шкільної баскетбольної команди», — сказав Саймон у своїй автобіографії. Після дебюту персонажа в «Captain America Comics» #1 (березень 1941), Бакі Барнс з'являвся поруч з головною зіркою практично в кожній історії в цій публікації та інших серіях від Timely, а також був частиною команди «Молоді союзники». Появи Стіва Роджерса в кіно та телесеріалах почалися через кілька років після його створення, а художній фільм 1990 року виявився критичним і фінансовим провалом, але в жодній з цих адаптацій не було персонажа Бакі.
У 2005 році Marvel запустила нову серію «Captain America» (том 5) з автором Едом Брубейкером, який показав, що Бакі не загинув у Другій світовій війні. З'ясувалося, що після вибуху літака генерал Василь Карпов і екіпаж російського патрульного підводного човна виявили тіло Бакі, яке збереглося в холодному стані, хоча і з відрізаною лівою рукою. Бакі був відновлений в Москві, але в результаті вибуху отримав пошкодження головного мозку і амнезію. Вчені прикріпили біонічну руку, періодично оновлюючи її в міру вдосконалення технологій. Його запрограмували бути радянським найманим вбивцею для Відділу Ікс, під кодовою назвою «Зимовий солдат», і його відправляли на секретні завдання з мокрої справи, і він ставав все більш безжальним і ефективним, коли вбивав в ім'я держави.
В середині 2000-х років Кевін Файґі зрозумів, що Marvel як і раніше володіє правами на основних персонажів Месників, до числа яких входив Капітан Америка і пов'язані з ним персонажі. Файґі, будучи самопроголошеним «фанатом», мріяв створити загальний всесвіт точно так само, як автори Стен Лі і Джек Кірбі зробили зі своїми коміксами на початку 1960-х років. У 2005 році Marvel отримала інвестиції в розмірі $525 мільйонів від Merrill Lynch, що дозволило їм самостійно випустити десять фільмів, включаючи про Капітана Америку. Paramount Pictures погодилася займатися дистрибуцією фільму. У квітні 2010 року Себастіан Стен, який згадувався в ЗМІ як можливий претендент на головну роль у фільмі «Перший месник», отримав роль Бакі Барнса. Стен уклав контракт на появу в декількох фільмах.
Історія походження Бакі Барнса відповідає історії з коміксів, особливо з Ultimate Marvel для деяких елементів, таких як дорослішання в Брукліні і те, що Бакі був найкращим другом дитинства Стіва Роджерса, а не молодим помічником, якого він зустрів пізніше, але після цього історії розходяться, причому «Зимовий солдат грає велику роль, яка відрізняється від коміксів». У коміксах Стів Роджерс убитий після подій сюжетної лінії «Громадянської війни», що призвело до того, що Бакі Барнс став наступним Капітаном Америкою. У КВМ Роджерс переживає «Громадянську війну», зрештою передавши звання Капітана Америки Сему Вілсону у фільмі «Месники: Завершення».

## Характеризація
У фільмі «Перший месник» Барнс є сержантом армії США, найкращим другом Стіва Роджерса і членом його загону коммандос. Стен підписав контракт на «п'ять або шість картин». Він зізнався, що нічого не знав про комікси, але дивився багато документальних фільмів і фільмів про Другу світову війну, готуючись до ролі, сказавши, що «Брати по зброї» «дуже допомогли». Про роль Стен сказав: «Стів Роджерс і Бакі обидва сироти і нібито брати. Вони нібито ростуть разом і піклуються один про одного. Це дуже людська, зрозуміла всім річ... Я також хотів подивитися, як змінюються їхні стосунки, коли Стів Роджерс стає Капітаном Америкою. Завжди є конкуренція, і вони завжди перевершують один одного. Я приділяв увагу тому, як на Бакі впливає зміна Стіва, і раптом Стів стає цим лідером».
Бакі знову з'являється у фільмі «Перший месник: Інша війна» як посилений вбивця з промитими мізками після того, як він нібито загинув у бою під час Другої світової війни. З приводу персонажа продюсер Кевін Файґі: «Зимовий солдат методично, майже роботизовано виконував накази протягом 70 років». Стен сказав, що, незважаючи на його контракт на дев'ять картин з Marvel Studios, включаючи його появу в «Першому меснику», він не був упевнений, що Бакі повернеться найближчим часом, і тільки почув офіційну назву сиквела «Зимовий солдат» від друга, який відвідував San Diego Comic-Con. Стен витримав п'ять місяців фізичної підготовки, щоб підготуватися до цієї ролі, і провів історичне дослідження, заявивши: «Я з головою занурився у все, що пов'язано з холодною війною. Я вивчив все про КДБ. Я переглянув усі види шпигунських фільмів і всі види документальних фільмів про той час і про те, про що це було. Я хапався за все, що було пов'язано з тим періодом часу. Все про промивання мізків». Стен також щодня тренувався з пластиковим ножем, щоб мати можливість виконувати трюки з ножем Зимового солдата без допомоги каскадера. З приводу переходу Бакі в Зимового солдата, Стен сказав: «Знаєте, правда в тому, що, хоча він виглядає зовсім по-іншому і в ньому багато чого іншого, це все одно походить від однієї і тієї ж людини. Я думаю, ви побачите це, незважаючи ні на що. Я думаю, що частина моєї мети полягала в тому, щоб переконатися в тому, що ви бачите розширення цієї версії, але в якомусь сенсі просто інший колір тієї ж версії. Я думаю, що він все той же хлопець; він зроблений з тієї ж тканини». Стен заявив, що, на його думку, введення персонажа в «Іншій війні» було «попереднім переглядом цього хлопця», і що велика кількість аспектів персонажа вивчаються в сиквелі фільму, «Перший месник: Протистояння».
Це зображення продовжується у фільмі «Перший месник: Протистояння» як суміш Барнса і Зимового солдата, і Стен при цьому сказав: «Ось цей хлопець, коли ви об'єднуєте їх. Ось що вийшло. Для мене він ніколи більше не буде Бакі Барнсом. У ньому будуть впізнавані речі, але його шлях через [досвід] Зимового солдата завжди буде там, переслідуючи його». Через це у персонажа в фільмі більше реплік, ніж в «Другій війні». У фільмі «Чорна пантера» Себастьян Стен з'являється в сцені після титрів, знову виконуючи роль Барнса, і Шурі допомагає йому позбутися програми «Гідри». У фільмі «Месники: Війна нескінченності» жителі Ваканди, які допомогли Барнсу позбутися програми «Гідри», дали йому ім'я Білий вовк. Барнс став одним з багатьох персонажів, яких знищив Танос за допомогою Рукавички нескінченності в кінці Війни нескінченності, який потім повертається, щоби взяти участь у фінальній битві в кінці фільму «Месники: Завершення».
Персонаж повернувся в американському міні-серіалі «Сокіл і Зимовий солдат» (2021), створеному для Disney+ Малкольмом Спеллманом на основі однойменних персонажів. Події серіалу відбуваються через шість місяців після подій фільму «Месники: Фінал». Виробництвом серіалу займалася Marvel Studios, а головним сценаристом став Спеллман, а режисером стала Карі Скогланд. Ентоні Макі і Себастіан Стен знову виконують свої відповідні ролі Сокола і Зимового солдата з серії фільмів. Даніель Брюль, Емілі Ванкемп і Ваятт Рассел також грають головні ролі. Станом на вересень 2018 року Marvel Studios розробляла ряд міні-серіалів для Disney+, в центрі яких були другорядні персонажі з фільмів КВМ, а в жовтні Спеллман був найнятий для написання сценарію до одного з них про Сокола і Зимового солдата. Серіал був офіційно підтверджений у квітні 2019 року, як і участь Макі та Стена. Скогланд була найнята наступного місяця. Зйомки розпочалися в жовтні 2019 року в Атланті, Джорджія, і були призупинені в березні 2020 року через пандемію COVID-19.

## Біографія

### Раннє життя та Друга світова війна
Джеймс Барнс народився 10 березня 1917 року і з самого дитинства став найкращим другом Стіва Роджерса. У багатьох випадках Барнс захищає Роджерса від хуліганів. Під час Другої світової війни Барнс призивається до армії США, в той час як Роджерса відсторонюють від служби через його численні захворювання. Барнс воює в Європі, в той час як доктор Абрахам Ерскін вибирає Роджерса для програми «Суперсолдат», і той стає Капітаном Америкою.
У 1943 році, під час туру в Італії, виступаючи перед діючими військовослужбовцями, Роджерс дізнається, що підрозділ Барнса зник безвісти після бою проти нацистських військ Йогана Шмідта. Відмовляючись вірити, що Барнс мертвий, Роджерс просить Пеґґі Картер і інженера Говарда Старка відправити його в тил ворога, щоб зробити одиночну спробу порятунку. Роджерс проникає в фортецю нацистської наукової організації Шмідта «Гідра» і звільняє Барнса та інших ув'язнених. Барнс стає частиною елітного підрозділу, зібраного Роджерсом під назвою «Виючі Командос», беручи участь у численних місіях проти «Гідри» і нацистів. Однак під час однієї з таких місій Барнс падає з поїзда і, мабуть, гине.

### Найманий убивця «Гідри»
Експерименти «Гідри» на Барнсі дозволили йому пережити падіння, і його знову захоплює осередок «Гідри» вже з Радянського Союзу, де його катує і промиває мізки нацистський вчений Арнім Зола, і впроваджує в голову Барнса програму «Зимовий солдат», роблячи його найманим вбивцею на прізвисько «Зимовий солдат» — суперсолдатом з контрольованим розумом і з кібернетичною рукою. Протягом 20-го століття Барнс скоює численні вбивства і терористичні акти по всьому світу, в тому числі вбивство Джона Кеннеді, як засіб для створення «Гідрою» єдиного світового уряду під їх контролем. У перервах між місіями Барнса занурюють в анабіоз. Під час Корейської війни Барнс стикається з американським суперсолдатом Ісайєю Бредлі в Кояні, в результаті чого половина його кібернетичної руки знищується під час їхньої сутички[a].
У 1991 році Барнс, з активованою програмою «Зимовий солдат», вбиває Говарда і Марію Старк, і підлаштовує їх вбивство під автомобільну аварію, під час якої він краде ящик сироватки суперсолдатів з їх машини, проте його фіксує камера відеоспостереження.
У 2014 році Нік Ф'юрі потрапляє в засідку учасників організації «Гідра» на чолі з Барнсом, який все ще діє за програмою «Зимовий солдат», в результаті чого Нік Ф'юрі тікає до Стіва Роджерса і повідомляє йому про те, що «Щ.И.Т.» скомпрометований. Барнс стріляє в Ніка Ф'юрі і тікає. Роджерс, Наташа Романова і Сем Вілсон потрапляють в засідку Зимового солдата, в якому Роджерс пізніше впізнає Барнса. Пізніше Роджерс і Вілсон нападають на гелікери і замінюють їх чіпи контролери, проте Барнс руйнує костюм Вілсона і бореться з Роджерсом на третьому гелікері. Роджерс відбивається від нього і замінює останній чіп. Роджерс відмовляється битися з Барнсом, проте Барнс, який не знає Стіва, б'є Роджерса. Коли корабель стикається з Тріскеліоном, Роджерса викидає в річку Потомак. Барнс, звільнившись від чужого контролю над своїм розумом, рятує Роджерса і йде. Пізніше Барнс відвідує свій власний меморіал на виставці, присвяченій Капітану Америці в Смітсонівському інституті.

### Боротьба з Гельмутом Земо
У 2016 році колишній солдат спецназу зруйнованої Заковії Гельмут Земо влаштовує вибух у Відні, в результаті якого гине король Ваканди Т'Чака. Після цього, Земо підставляє Барнса, надягаючи маску його обличчя, виставляючи Барнса організатором вибуху. Роджерс і Вілсон знаходять Барнса в Бухаресті і намагаються захистити його від сина Т'Чаки, Т'Чалли, але всіх чотирьох, включаючи Т'Чаллу, затримує поліція і Джеймс Роудс. Поки Барнс перебуває під вартою, Земо видає себе за психіатра і вимовляє слова з книги Солдата, активуючи програму Зимовий солдат у Барнса, і змушує його розповісти йому про секретний рапорт від 1991 року. Гельмут відправляє Барнса розбиратися з Месниками, а сам в цей час тікає. Роджерс зупиняє Барнса і ховає його. Коли Барнс приходить до тями, він пояснює Роджерсу і Вілсону, що Земо організував вибух у Відні і хотів знайти розташування бази «Гідри» в Сибіру, де в анабіозі утримуються інші «Зимові солдати». Не бажаючи чекати дозволу на затримання Земо, Роджерс і Вілсон тікають і наймають Ванду Максімофф, Клінта Бартона і Скотта Ленга для своєї справи. Тоні Старк збирає команду, що складається з Романофф, Т'Чалли, Роудса, Віжна і Пітера Паркера, щоб зупинити їх. Команда Старка перехоплює команду Роджерса в аеропорту Лейпциг/Галле в Німеччині, де вони б'ються до тих пір, поки Романофф не дозволяє Роджерсу і Барнсу втекти. Роджерс і Барнс відправляються на базу «Гідри» в Сибіру. Туди ж прибуває Старк і укладає з ними перемир'я. Вони виявляють, що інші суперсолдати були вбиті Земо, який потім з'являється і показує їм кадри автомобільної аварії 1991 року, в якій Барнс вбиває батьків Старка, коли був Зимовим солдатом. Старк, розлючений тим, що Роджерс приховав це від нього, накидається на них обох, що призводить до інтенсивної боротьби, під час якої Старк знищує роботизовану руку Барнса, а Роджерс руйнує броню Старка. Роджерс йде разом з Барнсом, залишивши Старку свій щит. Барнс і Роджерс відправляються до Ваканди, де Бакі вирішує повернутися в анабіоз до тих пір, поки не буде знайдено ліки від програми «Зимовий солдат» в його голові.
Через деякий час сестра Т'Чалли, Шурі, виліковує Барнса від програми «Зимовий солдат», а Айо проводить фінальне випробування Барнса за допомогою слів-тригерів з книги Зимового солдата. Народ Ваканди дає Барнсу прізвисько «Білий вовк».

### Війна нескінченності
У 2018 році, все ще живучи у Ваканді, Барнс отримує вібраніумну руку від Т'Чалли. Барнс зустрічає Роджерса, Вілсона, Романофф, Максімофф, Віжна, Роудса і Брюса Беннера у Ваканді. Він приєднується до битви проти аутрайдерів і стає свідком прибуття Тора, Ракети і Грута. Коли Танос прибуває за Каменем Розуму, Барнс атакує Таноса, проте Танос вирубує його за допомогою Каменя Сили. Танос завершує Рукавичку Нескінченності і клацає пальцями, в результаті чого Барнс розсипається в прах.
У 2023 році Барнс відновлюється у Ваканді і відправляється на зруйновану Базу Месників на битву проти альтернативної версії Таноса. Потім, Бакі присутній на похоронах Старка і проводжає Роджерса, який повертає Камені Нескінченності і Мьйольнір в їхні часові лінії. Коли Беннер не може повернути Роджерса, Барнс помічає Роджерса і відправляє до нього Вілсона. Після цього, Бакі спостерігає, як літній Стів Роджерс передає Вілсону свій щит і звання Капітана Америки.

### Партнерство з Семом Вілсоном
У 2024 році Барнс живе в Брукліні, Нью-Йорк, і отримує помилування за вчинені ним діяння, будучи «Зимовим солдатом». Він відвідує призначену урядом терапію, де обговорює свої спроби загладити провину за час, проведений як «Зимовий солдат». Йому сняться кошмари про його минуле, але він не говорить про них зі своїм психотерапевтом. Вона зазначає, що Барнс ізолює себе від своїх друзів і ігнорує повідомлення від Сема Вілсона. Барнс каже їй, що він спокутував свою провину, в тому числі зіткнувшись з колишнім сенатором США, пов'язаним з «Гідрою», якого він допомагає притягнути до відповідальності. Він також дружить з літнім японцем на ім'я Йорі, батьком однієї з жертв «Зимового солдата», але не говорить йому про їхній зв'язок. Йорі призначає Барнсу побачення з барменкою на ім'я Лія, яке швидко закінчується після того, як вона згадує померлого сина Йорі, в результаті чого Барнс йде.
Незабаром Барнс дізнається, що уряд США призначив Джона Вокера на посаду Капітана Америки, і відправляється на базу ВПС США, де висловлює своє невдоволення Вілсону з приводу передачі щита Роджерса в руки уряду. Барнс приєднується до Вілсона в розшуку учасників терористичного угруповання «Руйнівники прапорів» в Мюнхені, де вони перехоплюють групу терористів, які вкрали ліки, і намагаються врятувати передбачуваного заручника, який в кінцевому підсумку виявляється їх лідером — Карлі Моргенто. «Руйнівники прапорів», які згодом виявляються суперсолдатами, перемагають Барнса і Вілсона. Вокер і його напарник, Лемар Хоскінс, приходять їм на допомогу, проте «Руйнівники прапорів» втікають. Вокер просить Барнса і Вілсона приєднатися до нього в наданні допомоги Всесвітній раді з відновлення (ВСВ), щоб придушити триваючі насильницькі після-Скачкові дії, проте вони відмовляються. Подорожуючи до Балтімора, Барнс знайомить Вілсона з Ісайєю Бредлі, американським суперсолдатом-ветераном, з яким Барнс воював під час Корейської війни, але той відмовляється допомогти їм розкрити інформацію про додаткові сироватки суперсолдата через свою зневагу до Барнса і те, що його ув'язнили і проводили експерименти протягом тридцяти років. Барнса заарештовують за пропуск призначених судом сеансів терапії, проте його звільняють, коли втручається Вокер. Психотерапевт садить Вілсона і Барнса поруч один з одним і пропонує їм висловлювати свої думки. Барнс знову висловлює невдоволення з приводу передачі щита в руки уряду і дорікає Сему в тому, що якщо Стів Роджерс помилився в Семі, то він помилився і в Барнсі.

#### Земо і Дора Міладж
Знову відмовляючись працювати з Вокером, Барнс пропонує, щоб вони відвідали Гельмута Земо, який перебуває у в'язниці в Берліні, щоб зібрати розвіддані, пов'язані з угрупованням «Руйнівники прапорів». Земо, посилаючись на свою ненависть до суперсолдатів, погоджується допомогти їм. Барнс організовує тюремний бунт, в результаті якого Земо втікає. Барнс, Земо і Вілсон відправляються в Мадріпур, щоб знайти джерело нової сироватки суперсолдата. У барі Барнс прикидається, що є «Зимовим солдатом» і що він підпорядковується Земо, і розправляється з численними озброєними головорізами. Їх доставляють до високопоставленої злочинниці Селбі, яка розкриває, що «Торговець силою» найняв колишнього вченого з «Гідри», доктора Вілфреда Нейгела, щоб відтворити сироватку. Вілсон розкриває себе, і Селбі наказує своїм людям вбити їх, проте вбивають її. Їхня рятівниця, Шерон Картер, яка перебуває в бігах, живе в Мадрипурі з 2016 року. Вона погоджується допомогти їм після того, як Вілсон пропонує домогтися її помилування. Вони відправляються в лабораторію Нейгела і стикаються з ним. Він розповідає, що зробив двадцять ампул сироватки, і що Моргенто вкрала їх. Раптово, Земо вбиває Нейгела, і лабораторію знищують мисливці за головами. Вілсон, Барнс і Картер борються з мисливцями за головами, поки Земо не купує машину для втечі, і вони тікають. Барнс, Земо і Вілсон відправляються до Латвії, і Барнс розпізнає вакандські пристрої стеження. Він стикається з Айо з «Дора Міладже», яка вимагає видати їм Земо.
Айо дає Барнсу вісім годин, щоб використати Земо, перш ніж ваканданці прийдуть за ним, оскільки Земо вбив їхнього короля Т'Чаку. Барнс повертається до Сема і Земо і повідомляє їм про ваканданців. Коли Айо і Дора Міладже приходять за Земо, Вокер відмовляється віддавати його, і Барнс втручається, що змушує Айо використовувати механізм безпеки, який деактивує його вібраніумну руку.
Карлі дзвонить Сарі Вілсон і погрожує їй, що змушує Бакі і Сема прийти до неї. Зав'язується битва, до якої приєднується Джон Вокер, який прийняв сироватку суперсолдата, і бореться з Карлі. Раптово Карлі б'є Лемара, в результаті чого він гине на руках у Вокера. Джон слідує за учасником групи «Руйнівники прапорів» і вбиває його щитом. Прибулий Бакі з жахом спостерігає, як перехожі знімають Вокера на телефони і викладають в мережу.

#### Перемога над Руйнівниками прапорів
Після цього, Бакі і Сем знаходять Вокера на старому заводі і вимагають, щоб Вокер віддав їм щит. Починається бій, в результаті якого, Сем і Бакі ламають Вокеру ліву руку, а потім, Бакі віддає Сему щит. Барнс знаходить Земо в Заковії і передає його Дорі Міладж. Пізніше Барнс відправляється в рідне місто Вілсона в Луїзіані. Він допомагає Сему з ремонтом його сімейного човна і передає Вілсону кейс з новим костюмом від вакандців. Він знайомиться з сестрою Вілсона Сарою і її двома синами. Полагодивши човен сім'ї Вілсонів, Барнс і Вілсон тренуються зі щитом і погоджуються залишити минуле позаду і працювати разом. Барнс зізнається, що він був злий, що Вілсон віддав щит Стіва, тому що він відчуває, що це його останній зв'язок з минулим, і вибачається за те, що не врахував наслідків передачі щита темношкірому чоловікові.
Барнс повертається до Нью-Йорка і стикається з Шерон. Потім він бореться з «Руйнівниками прапорів», а також рятує заручників ВСВ від загибелі в результаті підпалу їхньої машини. Під час бою з Моргенто, Барнс падає з уступу на берег річки. Після того, як Вокер і «Руйнівники прапорів» роблять те ж саме, Барнс допомагає Вокеру піднятися, і вони приєднуються до Вілсона, який носить новий костюм Капітана Америки, щоб знайти «Руйнівників прапорів» після того, як Жорж Батрок допомагає їм втекти. Барнс і Вокер влаштовують засідку трьом з них і спостерігають за тим, як їх беруть під варту. Після того, як члени ВСВ опиняються в безпеці, Барнс слухає промову Вілсона, а потім йде з пораненою Картер. Після цього він відправляється в квартиру Йорі і розповідає йому правду про те, що він, будучи «Зимовим солдатом», вбив його сина. Він доставляє заповнений блокнот в кабінет свого психотерапевта і знову бачить Лію, однак, боячись знову зустрітися з розчарованим в Барнсі Йорі, відправляється в Луїзіану. Там він приєднується до Вілсона, Сари, її синів і громади для пікніка і вирішує залишитися там з Вілсоном.

## Альтернативні версії
Бакі Барнс, озвучений Себастіаном Стеном, з'явився в першому і другому сезонах анімаційного серіалу Disney+ «А що як...?» у вигляді альтернативних версій самого себе:

### Друга світова війна і становлення держсекретарем
В альтернативному 1943 році суперсолдатом замість Стіва Роджерса стає Пеггі Картер. Підрозділ Бакі Барнса потрапляє в полон «Гідри». Капітан Картер, разом зі Стівом Роджерсом, одягненим у обладунок «Руйнівник „Гідри“», рятують Барнса і його підрозділ, а потім беруть участь у численних боях проти сил «Гідри». Під час нападу на поїзд «Гідри», капітан Картер рятує Барнса від падіння з поїзда, однак при цьому Барнс «втрачає» Стіва, думаючи, що він загинув. Однак пізніше Барнс знаходить змученого Стіва Роджерса в замку Червоного Черепа і садить назад в обладунок. Разом вони протистоять Червоному Черепу, при цьому Капітан Картер зникає в порталі, відкритому Черепом, а Стів виживає.
Після зникнення Капітана Картер, Бакі і Стів продовжують боротися з «Гідрою», але в 1953 році Стів, як здавалося раніше, гине, але насправді потрапляє під контроль Червоної кімнати. Бакі доживає до старості і до 2014 року стає держсекретарем США. Тим часом повернулася Капітан Картер і Чорна вдова знаходять на кораблі «Лемуріанська зірка» Стіва в обладунках «Руйнівник „Гідри“», і той прокидається і відправляється вбити Барнса. Картер, Чорна вдова і Брок Рамлоу захищають його, і Пеггі розкриває таємницю особистості нападника. Коли Чорна вдова вже приготувалася розстріляти Роджерса з літака, Барнс стає на лінії вогню, не давши вбити свого друга.

### Зомбі-епідемія
В альтернативному 2018 році, Бакі Барнс входить до групи тих, хто вижив, які намагаються знайти ліки від Квантового вірусу, що перетворив більшу частину населення Землі на зомбі. Під час подорожі до табору «Ліхай» в Нью-Джерсі, де розробляється передбачуване ліки, Барнс вбиває зомбірованого Роджерса і забирає собі його щит. У таборі «Ліхай» Барнс виявляє змученого Віжном Т'Чаллою і розкриває мотиви Віжна щодо збереження життя зомбірованої Вандою Максімофф. Барнс допомагає героям втекти і залишається з Вандою один на один, в результаті чого Ванда вбиває його.

### Протистояння з Пітером Квіллом
В альтернативному 1988 році в результаті вторгнення Пітера Квілла на Землю, посланий урядом СРСР Зимовий солдат вступає в команду, зібрану Пеггі Картер і Говардом Старком для його нейтралізації. Пітера вдається знешкодити за допомогою прибулого Тора, але пізніше той втікає, заручившись підтримкою Хоуп ван Дайн. Хенк Пим, Мар-Велл і Зимовий солдат відправляються на його пошуки і знаходять його біля могили матері. Зимовий солдат отримує від Василя Карпова наказ вбити його, але зв'язок перехоплює Говард Старк і, нагадуючи про Стіва Роджерса, переконує цього не робити. Після того, як Пітер допомагає в боротьбі проти Его, що вторгся на Землю, Зимовий солдат залишає команду, але Говард Старк впевнений, що в ньому щось змінилося, і Бакі все ще в ньому.

### Аномалія 1602 року
В альтернативному 2018 році Стів Роджерс під час битви з Таносом у Ваканді випадково зачіпає Камінь часу, і це породжує тимчасову аномалію 1602 року. У ній Бакі Барнс є членом банди благородних розбійників, очолюваних Роджерсом Гудом.

### Гамма-війни
Після загибелі оригінальних Месників Бакі входить до команди, зібраної Семом Вілсоном для боротьби з гамма-монстрами, очолюваними Апексом — істотою, випадково створеною Брюсом Беннером у спробах позбутися Халка. В альтернативному 2024 році Бакі знаходить Брюса Беннера, щоб той допоміг команді в їхній боротьбі. Як і інші члени команди, Бакі використовує хутро, яке після вдосконалення Брюса Беннера стало здатним об'єднуватися з хутром інших членів команди в одне велике, прозване «Могутнім Месником». Невідомо, чи позбувся Бакі в цій реальності коду ГІДРИ.

## Сприйняття
Овен Ґляйберман з «Entertainment Weekly» заявив, що «Себастіан Стен піддає старого приятеля Стіва страшній трансформації», тоді як Джейк Койл з «Associated Press» сказав, що найбільшою помилкою фільму було поводження з персонажем Зимового солдата Стена, і що «стає важко відрізнити фільми Marvel один від одного».
У 2022 році Жаклін Аппельгейт з Comic Book Resources включила Бакі Барнса в топ-10 найкращих лиходіїв КВМ на 5 місце, коли той був таким.

### Нагороди та номінації
| Рік  | Нагорода              | Категорія                        | Номінанти | Результат | Прим. |
| ---- | --------------------- | -------------------------------- | --- | --------- | ----- |
| 2015 | MTV Movie & TV Awards | Найкращий бій (з Крісом Евансом) | «Перший месник: Друга війна»\| rowspan="3" style="background: #FDD; color: black; vertical-align: middle; text-align: center; " class="no table-no2"\|Номінація | [ 31 ]    |       |
| 2016 | Teen Choice Awards    | Choice Movie: Хімія              | «Перший месник: Протистояння» | [ 32 ]    |       |
| 2017 | Kids’ Choice Awards   | #ЗАГІН                           | «Перший месник: Протистояння» | [ 33 ]    |       |
| 2021 | MTV Movie & TV Awards | Найкращий дует                   | style="background: #99FF99; color: black; vertical-align: middle; text-align: center; " class="yes table-yes2"\|Перемога                                        | [ 34 ]    |       |